# Sonda di tensione a laser
La sonda di tensione a laser è un sistema di acquisizione di tensioni in forma grafica basato sul laser che viene utilizzato per eseguire l'analisi guasti sui circuiti integrati a piastrine senza adduttori. Il dispositivo che deve essere analizzato viene decapsulato per esporre la superficie di silicio. Il substrato di silicio viene assottigliato meccanicamente usando un attrezzo di assottigliamento. Il dispositivo assottigliato viene poi montato su un tavolino traslatore e collegato ad una sorgente di sollecitazione elettrica. Le misurazioni dei segnali sono eseguite attraverso il lato posteriore del dispositivo dopo avere effettuato l'assottigliamento del substrato. Il dispositivo in corso di sondaggio deve venire stimolato elettricamente usando uno schema di prova iterativo, con un impulso di scatto di riferimento fornito alla sonda. Il funzionamento della sonda di tensione a laser è come quello di un oscilloscopio.

## Teoria di funzionamento
Lo strumento misura segnali voltmetrici variabili nelle regioni di diffusione dei dispositivi. La ripresa dell'immagine del dispositivo viene effettuata tramite l'uso di un microscopio a laser a scansione. La sonda a fascio laser impiega due laser per compiere sia la ripresa dell'immagine sia l'acquisizione del grafico. Un laser viene utilizzato per acquisire dal dispositivo l'immagine o grafico, mentre l'altro laser fornisce un riferimento che può essere utilizzato per sottrarre i rumori indesiderati dai dati del segnale in corso di acquisizione. Su un dispositivo elettricamente attivo, lo
strumento monitorizza le variazioni di fase del campo elettromagnetico circondante un segnale che è applicato ad una giunzione sotto esame.
Lo strumento ottiene il grafico della tensione in funzione del tempo monotorizzando la interazione tra la luce laser e le variazioni del campo elettrico attraverso la giunzione p-n. Quando il laser raggiunge la superficie del silicone, una certa quantità di detta luce viene rinviata. La quantità di luce laser riflessa dalla giunzione viene campionata nel tempo in vari punti. Il campo elettromagnetico variabile alla giunzione p-n ha effetto sulla quantità di luce laser che viene rinviata. Tracciando le variazioni nella luce laser riflessa in funzione del tempo, è possibile costruire una forma d'onda del segnale alla giunzione. Mentre il modulo di prova continua ad essere iterato, vengono acquisite misurazioni successive e mediate con le precedenti. Nel corso di un periodo di tempo, l'esecuzione di queste medie delle misurazioni dà luogo ad una forma d'onda sempre più raffinata. Il risulta è un grafico che è rappresentativo del segnale elettrico presente nella giunzione p-n.